# Episodi di Prodigal Son (seconda stagione)
La seconda e ultima stagione della serie televisiva Prodigal Son, composta da 13 episodi, è stata trasmessa negli Stati Uniti dal 12 gennaio al 18 maggio 2021 su Fox. 
In Italia, la stagione è andata in onda dal 25 gennaio al 30 maggio 2021 su Premium Crime e contemporaneamente anche sulla piattaforma streaming Infinity.
| nº | Titolo originale             | Titolo italiano              | Prima TV USA     | Prima TV Italia  |
| -- | ---------------------------- | ---------------------------- | ---------------- | ---------------- |
| 1  | It's All in the Execution    | È tutto nell'esecuzione      | 12 gennaio 2021  | 25 gennaio 2021  |
| 2  | Speak of the Devil           | Parli del diavolo            | 19 gennaio 2021  | 1º febbraio 2021 |
| 3  | Alma Mater                   | Alma Mater                   | 26 gennaio 2021  | 8 febbraio 2021  |
| 4  | Take Your Father to Work Day | Un giorno al lavoro con papà | 2 febbraio 2021  | 15 febbraio 2021 |
| 5  | Bad Manners                  | Cattive maniere              | 9 febbraio 2021  | 22 febbraio 2021 |
| 6  | Head Case                    | Un caso clinico              | 16 febbraio 2021 | 1º marzo 2021    |
| 7  | Face Value                   | L'apparenza inganna          | 2 marzo 2021     | 19 aprile 2021   |
| 8  | Ouroboros                    | Uroboro                      | 13 aprile 2021   | 26 aprile 2021   |
| 9  | The Killabustas              | Gli acchiappakiller          | 20 aprile 2021   | 3 maggio 2021    |
| 10 | Exit Strategy                | Una strategia vincente       | 27 aprile 2021   | 10 maggio 2021   |
| 11 | You Can Run..                | Puoi scappare...             | 4 maggio 2021    | 17 maggio 2021   |
| 12 | Sun & Fun                    | Sole & svago                 | 11 maggio 2021   | 24 maggio 2021   |
| 13 | The Last Weekend             | L'ultimo weekend             | 18 maggio 2021   | 30 maggio 2021   |